# 2010 au Canada
2007 au Canada - 2008 au Canada - 2009 au Canada - 2010 au Canada - 2011 au Canada
2007 au Nouveau-Brunswick - 2008 au Nouveau-Brunswick - 2009 au Nouveau-Brunswick - 2010 au Nouveau-Brunswick - 2011 au Nouveau-Brunswick
2007 au Québec - 2008 au Québec - 2009 au Québec - 2010 au Québec - 2011 au Québec
2007 par pays en Amérique - 2008 par pays en Amérique - 2009 par pays en Amérique - 2010 par pays en Amérique - 2011 par pays en Amérique
Pour un article plus général, voir Chronologie du Canada.
Cet article traite des événements qui se sont produits durant l'année 2010 au Canada.

## Gouvernements
Exécutif:
- Monarque - Élisabeth II
- Gouverneur général - Michaëlle Jean puis David Johnston
- Commissaire du Nunavut - Ann Meekitjuk Hanson (en) puis Nellie Kusugak (intérim) puis Edna Elias
- Commissaire des Territoires du Nord-Ouest - Tony Whitford (en) puis George Tuccaro
- Commissaire du Yukon - Geraldine Van Bibber puis Doug Phillips
- Lieutenant-gouverneur de l'Alberta - Norman Kwong puis Donald Ethell (en)
- Lieutenant-gouverneur de la Colombie-Britannique - Steven Point
- Lieutenant-gouverneur de l'Ontario - David Onley
- Lieutenant-gouverneur de l'Île-du-Prince-Édouard - Barbara Hagerman
- Lieutenant-gouverneur du Manitoba - Philip Lee
- Lieutenant-gouverneur du Nouveau-Brunswick - Graydon Nicholas
- Lieutenant-gouverneur de Nouvelle-Écosse - Mayann Francis
- Lieutenant-gouverneur du Québec - Pierre Duchesne
- Lieutenant-gouverneur de la Saskatchewan - Gordon Barnhart
- Lieutenant-gouverneur de Terre-Neuve-et-Labrador - John Crosbie

Législatif:
- Premier ministre du Canada - Stephen Harper
- Premier ministre de l'Alberta - Ed Stelmach
- Premier ministre de la Colombie-Britannique - Gordon Campbell
- Premier ministre du Manitoba - Greg Selinger
- Premier ministre du Nouveau-Brunswick - David Alward (élu le 27 septembre 2010 face au sortant Shawn Graham)
- Premier ministre de Terre-Neuve-et-Labrador - Danny Williams puis Kathy Dunderdale
- Premier ministre de la Nouvelle-Écosse - Darrell Dexter
- Premier ministre de l'Ontario - Dalton McGuinty
- Premier ministre de l'Île-du-Prince-Édouard - Robert Ghiz
- Premier ministre du Québec - Jean Charest
- Premier ministre de la Saskatchewan - Brad Wall
- Premier ministre des Territoires du Nord-Ouest - Floyd Roland
- Premier ministre du Nunavut - Eva Aariak
- Premier ministre du Yukon - Dennis Fentie

## Évènements

### Janvier 2010
- x

### Février 2010
- Le vendredi 5 février 2010 : le chef du Nouveau Parti démocratique Jack Layton annonce qu'il est atteint de la maladie d'un cancer de la prostate[1].

- Le lundi 8 février 2010 : le capitaine de frégate du BFC Trenton du colonel David Russell Williams est accusé de deux meurtres contre deux femmes et deux accusations d'agression sexuelle sur deux autres femmes[2].

- Du 12 au 28 février Colombie-Britannique : jeux olympiques d'hiver de 2010 à Vancouver.

- Le vendredi 12 février 2010, Colombie-Britannique : un lugeur géorgien Nodar Kumaritashvili est victime d'une sortie de piste lors d'une session d'entraînement qui entraîne son décès à Whistler en Colombie-Britannique lors des Jeux olympiques de Vancouver.

- Le jeudi 18 février 2010 : John Babcock était le dernier survivant de la Première Guerre mondiale, il est décédé à l'âge de 109 ans[3].

### Mars 2010
- 12 au 21 mars : Jeux paralympiques d'hiver à Vancouver

- Le mercredi 17 mars 2010, Nunavut : le territoire du Nunavut a banni importation de l'alcool venant de l'Europe en représailles envers l'Union européenne pour avoir banni l'importation des produits du phoque[4].

### Avril 2010
- Le vendredi 30 avril 2010 : un arrêt de publication est mis en place durant le procès de Victoria Stafford[5],[6].

### Mai 2010
- Le mardi 11 mai 2010, Alberta : Donald Ethell (en) devient lieutenant-gouverneur de l'Alberta, remplace Norman Kwong.

### Juin 2010
- Le mercredi 23 juin 2010 : un tremblement de terre de magnitude 5.0 secoue la région d'Ottawa; quelques blessés légers.
- 25 au 27 juin : Sommet du G8 au Deerhurst Resort à Huntsville
- 26 et 27 juin : Sommet du G20 au palais des congrès du Toronto métropolitain à Toronto

- Le lundi 28 juin 2010 : sa majesté la reine Élisabeth II et son prince Philip Mountbatten arrivent à Halifax (Nouvelle-Écosse), pour commencer leur visite de neuf jours au Canada[7].

### Juillet 2010
- 3 juillet : Désignation du parc national de Kejimkujik en tant que réserve de ciel étoilé par la société royale d'astronomie du Canada[8].

- Le jeudi 8 juillet 2010 : David Johnston est nommé le prochain gouverneur général du Canada, il va assumé son rôle le 1er octobre[9].
- 15 au 22 juillet : Championnats du monde de nage en eau libre à Roberval
- 19 au 25 juillet : Championnats du monde juniors d'athlétisme au stade de Moncton à Moncton
- 25 juillet : Coupe du monde de marathon FINA de nage en eau libre au lac Saint-Jean

### Août 2010
- 17 au 22 août : Championnats du monde de paracyclisme sur route à Baie-Comeau
- Le mardi 31 août 2010 : 
  - Championnats du monde de VTT et de trial au Mont Sainte-Anne à Beaupré (jusqu'au 5 septembre).
  - Le maire de Sault-Sainte-Marie John Rowswell est décédé, atteint par un cancer[10].

### Septembre 2010
- Le Mardi 21 septembre 2010, Terre-Neuve-et-Labrador : l'ouragan Igor a durement frappé Terre-Neuve. Ses vents et sa pluie se sont abattus sur la partie est de l'Île, en particulier la péninsule d'Avalon et celle de Bonavista. Il est tombé 113 mm à Gander, 115 mm à Saint-Jean la capitale, 193 mm à Bonavista et jusqu'à 238 mm à St.Lawrence.

- Le lundi 27 septembre 2010, Nouveau-Brunswick : élection générale au Nouveau-Brunswick - le gouvernement de l'Association libérale est défait par le Parti progressiste-conservateur et David Alward succède à Shawn Graham au poste de Premier ministre.

- Le jeudi 30 septembre 2010 : cérémonie aux adieux de la gouverneure général du Canada Michaëlle Jean.

### Octobre 2010
- vendredi 1er octobre 2010 : David Johnston est assermenté le 28e gouverneur général du Canada.

- Le samedi 2 octobre 2010, Île-du-Prince-Édouard : Olive Crane est élu et elle devienne la deuxième femme à être cheffe du parti progressiste-conservateur de l'Île-du-Prince-Édouard après Pat Mella en 1990.

- Le jeudi 21 octobre 2010 : David Russell Williams a reçu une sentence de deux termes de prison à vie pour le meurtre de deux femmes et pour avoir fait d'autres agressions sexuelles[11].

### Novembre 2010
- Le mercredi 3 novembre 2010, Colombie-Britannique : Gordon Campbell a annonce à une conférence à Vancouver qu'il démissionne comme Premier ministre de la Colombie-Britannique[12].
- 8 au 14 novembre : Défi mondial junior A au South Okanagan Events Centre à Penticton
- 9 au 13 novembre : Coupe des quatre nations à Clarenville et Saint-Jean de Terre-Neuve

- Le jeudi 25 novembre 2010, Terre-Neuve-et-Labrador : le Premier ministre de Terre-Neuve-et-Labrador Danny Williams a annonce qu'il quitte la politique provinciale de Terre-Neuve-et-Labrador, le 2e premier ministre à faire ce geste ce mois-ci[13].

- Le lundi 29 novembre 2010 : dans les trois élections partielles fédérales, les conservateurs Robert Sopuck et Julian Fantino remportent Dauphin—Swan River—Marquette (Manitoba) et Vaughan (Ontario) et un libéral, Kevin Lamoureux, remporte Winnipeg-Nord (Manitoba)[14].

- Le mardi 30 novembre 2010, Yukon : Doug Phillips devient commissaire du Yukon remplace Geraldine Van Bibber.

### Décembre 2010
- Le vendredi 3 décembre 2010, Terre-Neuve-et-Labrador : Kathy Dunderdale devient Première ministre de Terre-Neuve-et-Labrador remplace Danny Williams, la première femme à faire ça.

- Le lundi 13 décembre 2010
  - Ontario : un état d'urgence est déclaré dans le comté de Lambton, alors qu'une tempête de neige causent plusieurs chemins ontarienne[15] d'être fermé et plus de 300 chauffeurs sont coincés sur l'Autoroute 402[16].
  - Nunavut : Madeleine Redfern (en) est élue mairesse de Iqaluit pendant une élection partielle à la mairie après la démission de Elisapee Sheutiapik (en)[17].
  - Yukon : la cheffe du NPD Yukonnaise Elizabeth Hanson remporte la victoire de l'élection partielle de Whitehorse Centre avec 356 votes et 51 % du vote contre Kirk Cameron du Parti libéral yukonnaise avec 181 votes et 26 % du vote et Mike Nixon du Parti du Yukon avec 150 votes et 21 % du vote[18].

## À surveiller
- Jeux d'hiver de l'Arctique à Grande Prairie en Alberta

## Naissances en 2010
- x

## Décès en 2010
- 1er janvier : Lhasa de Sela, chanteuse.
- 18 janvier : Kate McGarrigle, auteure-compositeure-interprète.
- 11 février : Heward Grafftey, avocat et politicien.
- 12 février : Nodar Kumaritashvili, lugeur géorgien, victime d'un accident lors d'une cession d'entraînement qui entraîne son décès lors des Jeux olympiques d'hiver de 2010 à Vancouver.
- 18 février : John Babcock, dernier vétéran canadien de la Première Guerre mondiale.
- 26 février : Andrew Koenig, acteur.
- 10 mars : Corey Haim, acteur et producteur.
- 28 mars : June Havoc, actrice.
- 6 avril : Eddie Carroll, acteur.
- 12 avril : Michel Chartrand, syndicaliste.
- 1er mai : Rob McConnell, compositeur.
- 26 mai : Art Linkletter, acteur et producteur.
- 30 mai : Dufferin Roblin, premier ministre du Manitoba.
- 9 juin : Bobby Kromm, entraîneur en chef de la Ligue nationale de hockey.
- 16 juin : Maureen Forrester, contralto.
- 28 juin : Willie Huber, joueur de hockey sur glace.
- 5 juillet : Bob Probert, joueur de hockey hockey sur glace.
- 21 juillet : John E. Irving, homme d'affaires.
- 27 juillet : Maury Chaykin, acteur.
- 28 juillet : Todd Hardy, chef du Nouveau Parti démocratique du Yukon.
- 30 juillet : Otto Joachim, compositeur et chambriste.
- 12 août : Mario Laguë, diplomate et ambassadeur.
- 31 août : John Rowswell, maire de Sault-Sainte-Marie.
- 10 septembre : Billie Mae Richards, actrice.
- 29 septembre : Norman Atkins, sénateur et homme politique.
- 3 octobre : Dianne Whalen (en), femme politique.
- 16 octobre : Jack Butterfield, personnalité du hockey sur glace professionnel nord-américain.
- 22 octobre
  - Denis Simpson (en), acteur.
  - Helen Hunley (en), lieutenant-gouverneur de l'Alberta.
- 1er novembre : Ed Litzenberger, joueur de hockey sur glace.
- 18 novembre : Gaye Stewart, entraîneur, arbitre et joueur de hockey sur glace.
- 22 novembre
  - David Lam, lieutenant-gouverneur de la Colombie-Britannique.
  - Len Lunde, joueur et entraîneur de hockey sur glace.
- 28 novembre : Leslie Nielsen, acteur.
- 16 décembre : Sterling Lyon, premier ministre du Manitoba.